# Michael Kirby
Michael Donald Kirby (18 de marzo de 1939) es un jurista australiano y académico, antiguo magistrado miembro de la Corte Suprema de Australia, de la que formó parte entre 1996 a 2009. Ha permanecido en activo desde su retiro: en mayo de 2013 fue nombrado por  Consejo de Derechos Humanos de las Naciones Unidas para dirigir una investigación sobre los abusos de los Derechos Humanos en Corea del Norte, la cual presentó en febrero de 2014.